# Mount Dixon (Neuseeland)
Mount Dixon ist ein 3004 m hoher Berg der Neuseeländischen Alpen im Mount-Cook-Nationalpark auf der Südinsel Neuseelands. Er wird am besten in den Monaten Oktober bis März im Sommer der Südhalbkugel bestiegen und als Schwierigkeitsgrad 2+ alpin eingestuft.